# عودة الكنز (فلم)
عودة الكنز هو فيلم تسجيلي وثائقي قصير من إنتاج وكالة الآثار والمتاحف بالهيئة العامة للسياحة والآثار (الهيئة العامة للسياحة والتراث الوطني حاليا) في المملكة العربية السعودية ، وقد كتبه وأخرجه المخرج محمد القاضي مع نهاية العام 2009 م .
يحكي الفيلم قصة كنز أثري غارق منذ ثمانمائة عام تقريبا في مياه البحر الأحمر الإقليمية للمملكة العربية السعودية قبالة شواطئ بلدة الشعيبة السعودية جنوب مدينة جدة ، والذي عثر عليه أحد الغواصين الأمريكيين وقام بتهريبه إلى خارج السعودية ، ليعود إليها بعد اثني عشر عاما.
الفيلم أيضاً يحوي العديد من المعلومات القيمة حول تنظيف الكنوز وتفكيكها وإعادة عرضها بشكلها المألوف .
عمل في مونتاج الفيلم والجرافيك الخاص به كل من لؤي كيلاني و بابو و الرشيد حسن و أحمد سيف ، فيما أشرف عليه فنياً خالد الحارثي ، وقرأ نصَه المذيع خالد مدخلي .